# Jyrki Blom
Jyrki Petteri Blom, född 11 maj 1962 i Kotka, är en finländsk före detta friidrottare (spjutkastare).
Blom deltog i två internationella mästerskap; det blev till en fjärde plats vid EM i Stuttgart 1986. Året efter på VM i Rom åkte han ur i kvalifikationstävlingen där han kastade 75,74. 
Blom fått tre medaljer i Kalevaspelen: silver i Vasa 1986, brons i Lahtis 1985 och i Kuopio 1987. Han har en finländsk mästerskapsmedalj, ett silver, från Kuopio 1989. 
Bloms personligarekord med det gamla spjutet som användes fram till 1986 blev 85,30, som han kastade i Finnkampen på Stockholm Stadion i augusti 1985. Hans längsta kast med den nya spjutmodellen blev 80,48, som han kastade på EM i Stuttgart.
Blom representerade på klubbnivå Vehkalahden Veikot och tränades av Leo Silén.